# On Air - Live at the BBC Volume 2
On Air - Live at the BBC Vol. 2 es un álbum en vivo de The Beatles que fue lanzado el 11 de noviembre de 2013. Es una continuación de Live at the BBC, que fue publicado en 1994, e incluye 63 canciones, algunas ya conocidas, además de canciones nuevas nunca antes lanzadas oficialmente.
Una de estas canciones, es "Happy Birthday, Dear Saturday Club". Según John Lennon se hicieron "(...) muchas canciones que nunca fueron registradas, pero que también fueron grabadas". En el caso de "Beautiful Dreamer", que no había aparecido en ninguna publicación oficial hasta el momento, se mantuvo en su calidad original.
Además, el mismo día de su lanzamiento, se publicó la versión remasterizada del primer recopilatorio ya mencionado (y su primer lanzamiento en formato digital a través de iTunes) y a través de la tienda de The Beatles online se vendió una litografía especial del grupo por tiempo limitado.
Es el primer lanzamiento oficial del grupo realizado por Universal Music, que controla actualmente el catálogo de The Beatles, tras la compra en 2012 de EMI Music, antiguo propietario del catálogo de la banda británica.

## Lista de Canciones[2]
Todas las canciones escritas y compuestas por Lennon-McCartney excepto donde se indique. 
| CD 1 | |                     |          |  |
| N.º  | Título | Vocalista principal | Duración |  |
| 1.   | «And Here We Are Again (Speech)»                                                                          | Diálogo             | 0:15     |  |
| 2.   | «Words of Love» (Buddy Holly)                                                                             | Lennon y McCartney  | 1:56     |  |
| 3.   | «How About It, Gorgeous? (Speech)»                                                                        | Diálogo             | 0:37     |  |
| 4.   | «Do You Want to Know a Secret» (Lennon-McCartney)                                                         | Harrison            | 1:48     |  |
| 5.   | «Lucille»                                                                                                 | McCartney           | 2:29     |  |
| 6.   | «Hey, Paul... (Speech)»                                                                                   | Diálogo             | 0:21     |  |
| 7.   | «Anna (Go to Him)» (Arthur Alexander)                                                                     | Lennon              | 2:50     |  |
| 8.   | «Hello! (Speech)»                                                                                         | Diálogo             | 0:19     |  |
| 9.   | «Please Please Me» (Lennon-McCartney)                                                                     | Lennon              | 1:55     |  |
| 10.  | «Misery» (Lennon-McCartney)                                                                               | Lennon y McCartney  | 1:50     |  |
| 11.  | «I'm Talking About You»                                                                                   |                     |          |  |
| 12.  | «A Real Treat (Speech)»                                                                                   | Diálogo             |          |  |
| 13.  | «Boys» (Luther Dixon - Wes Farrell)                                                                       |                     |          |  |
| 14.  | «Absolutely Fab (Speech)»                                                                                 | Diálogo             |          |  |
| 15.  | «Chains» (Gerry Goffin - Carole King)                                                                     |                     |          |  |
| 16.  | «Ask Me Why» (Lennon-McCartney)                                                                           |                     |          |  |
| 17.  | «Till There Was You» (Meredith Willson)                                                                   |                     |          |  |
| 18.  | «Lend Me Your Comb» (Kay Twomey - Fred Wise - Ben Weisman)                                                |                     |          |  |
| 19.  | «Lower 5E (Speech)»                                                                                       | Diálogo             |          |  |
| 20.  | «Hippy Hippy Shake» (Chan Romero)                                                                         |                     |          |  |
| 21.  | «Roll Over Beethoven» (Chuck Berry)                                                                       |                     |          |  |
| 22.  | «There's a Place» (Lennon-McCartney)                                                                      |                     |          |  |
| 23.  | «Bumper Bundle (Speech)»                                                                                  | Diálogo             |          |  |
| 24.  | «P.S. I Love You» (Lennon-McCartney)                                                                      |                     |          |  |
| 25.  | «Please Mister Postman» (Georgia Dobbins, William Garrett, Freddie Gorman, Brian Holland, Robert Bateman) |                     |          |  |
| 26.  | «Beautiful Dreamer» (Stephen Foster)                                                                      |                     |          |  |
| 27.  | «Devil in Her Heart» (Richard Drapkin)                                                                    |                     |          |  |
| 28.  | «The 49 Weeks» (Richard Drapkin)                                                                          |                     |          |  |
| 29.  | «Sure to Fall (In Love With You)» (Carl Perkins, Bill Cantrell, Quinton Claunch)                          |                     |          |  |
| 30.  | «Never Mind, Eh? (Speech)»                                                                                | Diálogo             |          |  |
| 31.  | «Twist and Shout» (Phil Medley, Bert Berns)                                                               |                     |          |  |
| 32.  | «Bye, Bye (Speech)»                                                                                       | Diálogo             |          |  |
| 33.  | «John – Pop Profile (Bonus interview track)»                                                              | Diálogo             |          |  |
| 34.  | «George – Pop Profile (Bonus interview track)»                                                            | Diálogo             |          |  |

| CD 2 |                                                                |                     |          |  |
| N.º  | Título                                                         | Vocalista principal | Duración |  |
| 1.   | «I Saw Her Standing There» (Lennon-McCartney)                  | McCartney           |          |  |
| 2.   | «Glad All Over» (Dave Clark, Mike Smith)                       | Harrison            |          |  |
| 3.   | «Lift Lid Again»                                               | Diálogo             |          |  |
| 4.   | «I'll Get You» (Lennon-McCartney)                              | Lennon y McCartney  |          |  |
| 5.   | «She Loves You» (Lennon-McCartney)                             |                     |          |  |
| 6.   | «Memphis Tennessee» (Berry)                                    |                     |          |  |
| 7.   | «Happy Birthday Dear Saturday Club»                            | Lennon y McCartney  |          |  |
| 8.   | «Now Hush, Hush»                                               |                     |          |  |
| 9.   | «From Me To You» (Lennon-McCartney)                            |                     |          |  |
| 10.  | «Money (That's What I Want)» (Berry Gordy Jr., Janie Bardford) | Lennon              |          |  |
| 11.  | «I Want To Hold Your Hand» (Lennon-McCartney)                  |                     |          |  |
| 12.  | «Brian Bathtubes»                                              | Diálogo             |          |  |
| 13.  | «This Boy» (Lennon-McCartney)                                  |                     |          |  |
| 14.  | «If I Wasn't In America»                                       | Diálogo             |          |  |
| 15.  | «I Got a Woman» (Ray Charles)                                  |                     |          |  |
| 16.  | «Long Tall Sally» (Lennon-McCartney)                           |                     |          |  |
| 17.  | «If I Fell» (Lennon-McCartney)                                 |                     |          |  |
| 18.  | «A Hard Job Writing Them»                                      | Diálogo             |          |  |
| 19.  | «And I Love Her»                                               |                     |          |  |
| 20.  | «Oh, Can't We? Yes We Can»                                     |                     |          |  |
| 21.  | «You Can't Do That»                                            |                     |          |  |
| 22.  | «Honey Don't»                                                  |                     |          |  |
| 23.  | «I'll Follow the Sun»                                          |                     |          |  |
| 24.  | «Green With Black Shutters»                                    |                     |          |  |
| 25.  | «Medley: Kansas City / Hey-Hey-Hey-Hey!»                       |                     |          |  |
| 26.  | «That's What We're Here For»                                   |                     |          |  |
| 27.  | «I Feel Fine (Studio Outtake)»                                 |                     |          |  |
| 28.  | «Paul – Pop Profile (Bonus interview track)»                   |                     |          |  |
| 29.  | «Ringo – Pop Profile (Bonus interview track)»                  | Diálogo             |          |  |

"Boys" y "I'll Follow the Sun" ya habían aparecido anteriormente en el sencillo de Baby It's You. "Lend Me Your Comb" apareció en Anthology 1.

## Contexto de las canciones
La siguiente tabla contiene las fechas de grabación, retransmisión y el nombre del programa de la BBC. Las canciones están indicadas con «comillas latinas» y los diálogos en cursiva.
| Título                                                                              | Fecha grabación         | Fecha retransmisión                   | Programa radio                        |
| ----------------------------------------------------------------------------------- | ----------------------- | ------------------------------------- | ------------------------------------- |
| And Here We Are Again                                                               | 24 de mayo de 1963      | 23 de julio de 1963                   | Pop Go The Beatles                    |
| «Words of Love»                                                                     | 16 de julio de 1963     | 20 de agosto de 1963                  | Pop Go The Beatles                    |
| How About It, Gorgeus? «Do You Want to Know a Secret»                               | 10 de julio de 1963     | 30 de julio de 1963                   | Pop Go The Beatles                    |
| «Lucille»                                                                           | 3 de septiembre de 1963 | 17 de septiembre de 1963              | Pop Go The Beatles                    |
| Hey, Paul...                                                                        | 17 de junio de 1963     | 25 de junio de 1963                   | Pop Go The Beatles                    |
| «Anna (Go to Him)»                                                                  | 1 de agosto de 1963     | 27 de agosto de 1963                  | Pop Go The Beatles                    |
| Hello!                                                                              | 17 de junio de 1963     | 25 de junio de 1963                   | Pop Go The Beatles                    |
| «Please Please Me»                                                                  | 16 de julio de 1963     | 13 de agosto de 1963                  | Pop Go The Beatles                    |
| «Misery»                                                                            | 6 de marzo de 1963      | 12 de marzo de 1963                   | Here We Go                            |
| «I'm Talking About You»                                                             | 16 de marzo de 1963     | Esta canción fue transmitida en vivo. | Saturday Club                         |
| A Real Treat «Boys» Absolutely Fab «Chains»                                         | 17 de junio de 1963     | 25 de junio de 1963                   | Pop Go The Beatles                    |
| «Ask Me Why»                                                                        | 3 de septiembre de 1963 | 24 de septiembre de 1963              | Pop Go The Beatles                    |
| «Till There Was You»                                                                | 10 de julio de 1963     | 30 de julio de 1963                   | Pop Go The Beatles                    |
| «Lend Me Your Comb»                                                                 | 2 de julio de 1963      | 16 de julio de 1963                   | Pop Go The Beatles                    |
| Lower 5E «The Hippy Hippy Shake» «Roll Over Beethoven» «There's a Place»            | 1 de agosto de 1963     | 10 de septiembre de 1963              | Pop Go The Beatles                    |
| Bumper Bundle «P.S. I Love You»                                                     | 17 de junio de 1963     | 25 de junio de 1963                   | Pop Go The Beatles                    |
| «Please Mister Postman»                                                             | 10 de julio de 1963     | 30 de julio de 1963                   | Pop Go The Beatles                    |
| «Beautiful Dreamer»                                                                 | 22 de enero de 1963     | 26 de enero de 1963                   | Saturday Club                         |
| «Devil in Her Heart» The 49 Weeks «Sure to Fall (In Love With You)» Never Mind, Eh? | 3 de septiembre de 1963 | 24 de septiembre de 1963              | Pop Go The Beatles                    |
| «Twist and Shout»                                                                   | 16 de julio de 1963     | 6 de agosto de 1963                   | Pop Go The Beatles                    |
| Bye, Bye                                                                            | 3 de septiembre de 1963 | 24 de septiembre de 1963              | Pop Go The Beatles                    |
| John — Pop Profile                                                                  | 30 de noviembre de 1965 |                                       | Pop Profile BBC Transcrption Service  |
| George — Pop Profile                                                                | 30 de noviembre de 1965 |                                       | Pop Profile BBC Transcription Service |